# Centroderidae
Centroderidae é uma família de animais do filo Kinorhyncha, ordem Cyclorhagida, subordem Cyclorhagae.